# Maurice Allard (homme politique)
Pour les articles homonymes, voir Allard et Maurice Allard.
Maurice Édouard Eugène Allard, dit Maurice Allard, né le 1er mai 1860 à Amboise (Indre-et-Loire) et mort le 27 novembre 1942 dans la même ville, est un avocat, journaliste et homme politique socialiste français.
Socialiste et anticlérical, Maurice Allard prend une part active dans les débats agités sur la loi de séparation des Églises et de l'État mais aussi au moment de l'Affaire Dreyfus.

## Biographie

### Débuts en politique
Maurice Allard naît en 1860 dans une famille aisée dont le père exerce la profession de notaire. Élève au lycée de Tours, il commence par l'étude des mathématiques pour ensuite entamer un baccalauréat ès-sciences afin d'intégrer l'école Polytechnique. Finalement, il change d'avis et déménage à Paris pour devenir bachelier ès-lettres. Une fois arrivé dans la capitale, il s'intéresse à la politique en parallèle de ses études et fonde le "Groupe socialiste révolutionnaire des Ecoles". Il est nommé par son groupement délégué à la réception des communards amnistiés et fait notamment la connaissance de Jean Allemane revenant tout juste du bagne de Nouvelle-Calédonie. Quelque temps après, il fonde au Quartier latin plusieurs journaux dont les éphémères "L'Etudiant" ou "L'Echo de la Rive Gauche" auxquels participent Maurice Ajam, Louis Martin et Paul Lafargue.
Après la disparition de son journal, Allard est reçu comme avocat stagiaire, entre à la rédaction du journal "La Bataille" afin de combattre le Boulangisme et réalise plusieurs déplacement dans le département d'Indre-et-Loire pour donner des conférences en compagnie des blanquistes Édouard Vaillant, Emmanuel Chauvière, Marcel Sembat et Victor Dejeante. Durant sa campagne, il quitte Paris pour venir s'occuper de la direction du journal "Le Républicain d'Indre-et-Loire" basé à Tours mais se retrouve immédiatement entravé dans son action politique à la suite d'un duel avec un journaliste monarchiste qui arrive à lui loger une balle en plein ventre. Pendant deux mois, il agonise, et, après deux opérations successives, les médecins prédisent sa mort. Il arrive cependant à s'en sortir et entame un parcours de réhabilitation. Une fois remis, il revient à Paris et entre au journal "La Lanterne" dirigé alors par Aristide Briand où il fait la connaissance de René Viviani et Alexandre Millerand.

### Le Dreyfusard et l'anticlérical

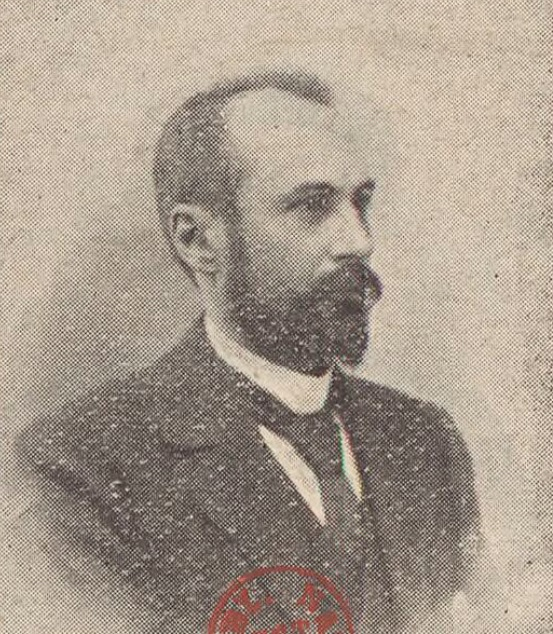
Maurice Allard en 1890.

Après avoir quitté "La Lanterne", Allard est élu député socialiste du Var, adhère au Parti socialiste révolutionnaire de tendance blanquiste et siège à l'extrême-gauche de l'Assemblée.
Durant l'Affaire Dreyfus, il mène une importante campagne pour la réhabilitation d'Alfred Dreyfus puis en vient à se prononcer, lors des débats à la Chambre des députés, pour une séparation stricte de l'Église et de l'Etat. Il dépose de nombreux amendements, notamment sur l’interdiction du port de la tenue ecclésiastique en public, le remplacement des jours fériés religieux par des jours fériés laïcs et sur la confiscation des lieux de culte, pour un usage qu’il estime être de service public. Il est de ceux qui pensent que l’éclatement de l’Église catholique en plusieurs mouvements schismatiques peut réduire son influence sur la société. En réponse à cet argument, Jean Jaurès déclare, devant cette même assemblée : « La France n’est pas schismatique mais révolutionnaire !  ». Lors de ces débats, il déclare que « la religion n'est que la caricature de la philosophie  » (4 avril 1905), que « ce que nous poursuivons, c'est la lutte contre l'Église qui est un danger politique et un danger social » et que «  le christianisme est un obstacle permanent au développement social de la République et à tout progrès vers la civilisation » (10 avril 1905).

Toujours journaliste, il collabore à L'Humanité et se présente comme un partisan engagé d’une application plus stricte de la loi de séparation des Églises et de l'État de 1905. Au cour de ces débat, Allard en vient à inclure, dans ses attaques contre le christianisme, la religion protestante, la religion juive et le "sémitisme" :
"Certes, à première vue, il est certain que le protestantisme peut paraître à un degré plus élevé dans l'évolution des religions que l'Eglise catholique, mais l'Eglise protestante est dans son dogme absolument la même que l'Eglise catholique; elles sont d'ailleurs de même origine, d'origine sémitique, et moi qui ne suis pas antisémite, je ne fais aux juifs qu'un seul reproche, celui que vous ne faites pas dans vos campagnes quotidiennes de sauvagerie antisémite, celui d'avoir empoisonné la pensée aryenne, si haute et si large, avec le monothéisme hébreu. Voilà le plus grand reproche que nous ayons à faire aux juifs; ils ont substitué en Europe le théisme antiphilosophique de leur nation au grand monisme naturalisé des Aryens".
Après avoir échoué à se faire élire en 1910, il continue son activité politique et se reconvertit dans le journalisme en devenant une des figures du journal L'Humanité. Rallié à l'Union sacrée, il soutient l'action du gouvernement face à l'Allemagne. 

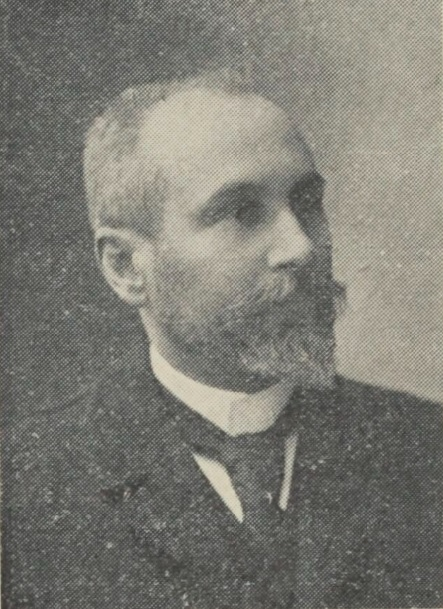
Maurice Allard en 1912.

### Un socialiste indépendant après guerre

#### Contre le "Dieu Marx" et la "marxolâtrie"
Dans les derniers mois de la guerre, en 1918, Allard entame la rédaction d'une série d'articles dans La Lanterne attaquants le marxisme et Karl Marx à l'occasion du centenaire de sa naissance. En effet, il écrit que :
"Karl Marx ne posséda point le génie de Frédéric II. Mais il fut, comme lui, un bon caporal prussien. Le marxisme ressemble aux maisons de la ville de Potsdam. Derrière une belle façade, on ne trouve qu'une caserne, où les citoyens, groupés sous la férule d'adjuvants seraient tous appelés à marcher au pas de parade. Régime de stagnation et de mort. Plus on creuse le marxisme dans ce que serait son application, moins on y rencontre autre chose. Avec un peu plus d'érudition, Marx possédait un mentalité de caporal prussien. Le socialisme ne sera pas cela. C'est le fouriérisme, méconnu et oublié, qui donnera au monde de demain sa formule générale. Il serait décent, en ce moment, de laisser Marx dormir dans la poussière de ses bouquins."
Il en appelle à revenir à un socialisme spécifiquement français et libertaire dont Pierre-Joseph Proudhon est selon lui l'un des "père". Il écrit que "Proudhon, même pour ceux qui, comme moi, n'admettent pas toutes ses thèses, est autrement intéressant que le lourd et pédant Karl Marx". En se revendiquant des "socialistes français" tel que Charles Fourier présenté comme "le plus grand génie du XIXe siècle", Victor Considerant, François Vidal, etc., il cherche à affirmer que Karl Marx et Friedrich Engels "n'ont rien inventé ni rien trouvé", les présentant ainsi comme de vulgaires copieurs dont les théories sont inaptes à reconstruire le monde dévasté de l'après guerre.

#### Campagne contre le Bolchevisme et la "prétendue Internationale de Moscou"
Par la suite, Allard écrit des articles attaquants violemment le bolchevisme : 
"Il est plus étrange encore que des socialistes ne comprennent pas que si le parti socialiste adhérait à la prétendue Internationale de Moscou, qui n'est que l'expression du nationalisme panslave, c'en serait fait de l'idée socialiste en France, car alors le parti socialiste, dépouillé de toute indépendance, vautrés au pieds de Lénine et consorts, n'apparaîtrait plus que comme les agents d'un régime autocratique étranger."
Il dénonce comme une dictature, une supercherie et un mensonge le régime instauré par Lénine :
"Il n’y a, en ce moment, en Russie, ni république, ni socialisme d’aucune sorte. Sous le couvert de grands mots et de grandiloquentes déclarations, il n’y règne que la plus abominable des tyrannies. Le régime bolcheviste n’est autre chose, sous une façade marxiste, qu’une oligarchie bourgeoise et militaire qui, grâce à la force dont elle dispose, pressure le peuple russe et transforme les citoyens en autant d’esclaves publics. Rien n’est changé à l’ancienne tyrannie tsariste, plutôt aggravée que diminuée, car, sous Lénine, il ne reste plus rien des quelques bribes de liberté individuelle qui pouvaient exister sous Nicolas II. La liberté de la presse, notamment, a totalement disparu. Les esclaves ne savent ce qui se passe que par les organes du gouvernement. Se peut-il que des citoyens français se fassent illusion sur un pareil régime ? Par quelle étrange aberration prennent-ils pour un progrès ce qui n’est qu’une régression ? N’est-ce pas une suprême naïveté d’aller chercher « le socialisme » chez un peuple où il y a 90 % d’illettrés, c’est-à-dire dans une nation où précisément le socialisme est impossible."
Son hostilité au bolchevisme présenté comme un "marxisme pur (…) autoritaire, caporalesque et dictatorial" l'amène à se prononcer contre l'étatisme qu'il juge "aussi malfaisant que Dieu", comme "l'antinomie de la liberté" et prône une révision de la Constitution par une Constituante et ratification par référendum ou plébiscite.

### Fin de vie
A l'occasion des élections de 1924, il est réélu député du Var (puis successivement en 1928 et 1932) et s'attaque durement au Cartel des gauches et à la "démagogie pseudo-socialiste". Cette hostilité manifeste l'amène à prendre contacte, en 1927, avec Le Nouveau Siècle, journal du Faisceau de Georges Valois, dans lequel il rédige quelques tribunes,,. En 1934, il félicite l'Action française et Charles Maurras, qui dénoncent selon lui à juste titre "les vols, les pillages, les concussions et les turpitudes d'un Parlement tombé en pourriture". Bien que d'opinion républicain, il félicite le journal pour sa critique "des dirigeants bourgeois qui font tirer sur des manifestants dans la rue et qui ensanglantent les pavés de Paris" (il fait là sans doute référence au évènements du 6 février 1934). Vieux et affaibli, il prend sa retraite et meurt à Amboise (Indre-et-Loire) en 1942